# Mighty Long Fall/Decision
„Mighty Long Fall/Decision” – dziewiąty singel zespołu ONE OK ROCK, wydany 30 lipca 2014 roku przez wytwórnię Aer-born. Singel osiągnął 2 pozycję w rankingu Oricon i pozostał na liście przez 17 tygodni, sprzedano 74 701 egzemplarzy. Zdobył status złotej płyty.
Utwór Mighty Long Fall został wykorzystany jako piosenka przewodnia filmu Rurōni Kenshin: Kyōto taika-hen, a Decision użyto jako piosenkę przewodnią filmu dokumentalnego FOOL COOL ROCK! ONE OK ROCK DOCUMENTARY FILM.

## Lista utworów
| CD |                    |      |
| Nr | Tytuł              | Czas |
| 1. | "Mighty Long Fall" | 4:03 |
| 2. | "Decision"         | 3:45 |
| 3. | "Pieces of Me"     | 3:24 |

## Notowania
| Lista                                          | Pozycja |
| ---------------------------------------------- | ------- |
| Oricon Daily Singles Chart                     | 4       |
| Oricon Weekly Singles Chart                    | 2       |
| Sound Scan                                     | 1       |
| Billboard Japan Hot 100                        | 3       |
| Billboard JAPAN Hot Singles Sales              | 2       |
| Billboard JAPAN Hot Adult Contemporary Airplay | 14      |